# Jules Bourcier
Jules Bourcier (Cuisery, 20 februari 1797 - Parijs, 9 maart 1873) was een Franse ornitholoog gespecialiseerd in kolibries; hij beschreef 45 nieuwe kolibrisoorten, bijvoorbeeld de vlagkolibrie (Loddigesia mirabilis). Daarnaast beschreef hij met Adolphe Delattre als coauteur 11 soorten.en samen met Étienne Mulsant 17 soorten. De priemsnavelheremietkolibrie (Phaethornis bourcieri) is naar hem vernoemd.
Bourcier was ook ambassadeur van Frankrijk in Ecuador van 1849 tot 1850. In 1857 werd hij lid van de "Societe linnéenne de Lyon".
- International Standard Name Identifier: 0000 0003 5629 8750
- Système universitaire de documentation: 254368476
- Virtual International Authority File: 183447636